# 小嶼 (澎湖縣)
小嶼，又稱中屯嶼仔。為台灣澎湖縣白沙鄉中屯村的一個島嶼，面積約0.0045平方公里。島嶼位在中屯嶼西南方約600公尺處，最高處約8公尺，大乾潮時可自中屯嶼涉水前往。